# Polygonella americana
Polygonella americana är en slideväxtart som först beskrevs av Fisch. & Mey., och fick sitt nu gällande namn av John Kunkel Small. Polygonella americana ingår i släktet Polygonella och familjen slideväxter. Inga underarter finns listade i Catalogue of Life.